# Музичка школа Бачка Топола
Музичка школа Бачка Топола основана је 1966. године. Настава се одржава и у издвојеним одељењима у местима Пачир, Стара Моравица, Ново Орахово, Бајша.
Школу похађа око 300 ученика. Ученици могу да се прикључе одсецима: одсек клавира, хармонике, виолине, виолончела, флауте, гитаре и соло-певања. Школа располаже са 5 учионица и концертном салом која има капацитет од 80 места.